# Štefan Sečka
Štefan Sečka (ur. 6 lipca 1953 w Spiskim Czwartku, zm. 28 października 2020 w Lewoczy) – słowacki duchowny rzymskokatolicki, biskup diecezjalny spiski w latach 2011–2020.

## Życiorys
Święcenia kapłańskie otrzymał 6 czerwca 1976. Po kilkunastu latach pracy duszpasterskiej w parafiach diecezji spiskiej otrzymał nominację na wicerektora seminarium tejże diecezji. W 1997 uzyskał tytuł licencjata z teologii na Katolickim Uniwersytecie Lubelskim, zaś w 2000 stopień doktora na Wydziale Teologii Uniwersytetu Komeńskiego w Bratysławie.
28 czerwca 2002 papież Jan Paweł II mianował go biskupem pomocniczym diecezji spiskiej, ze stolicą tytularną Sita. Sakry biskupiej udzielił mu ówczesny ordynariusz spiski bp František Tondra.
4 sierpnia 2011 został mianowany biskupem ordynariuszem diecezji spiskiej. Ingres do katedry odbył 10 września 2011.